# Dalil Boubakeur

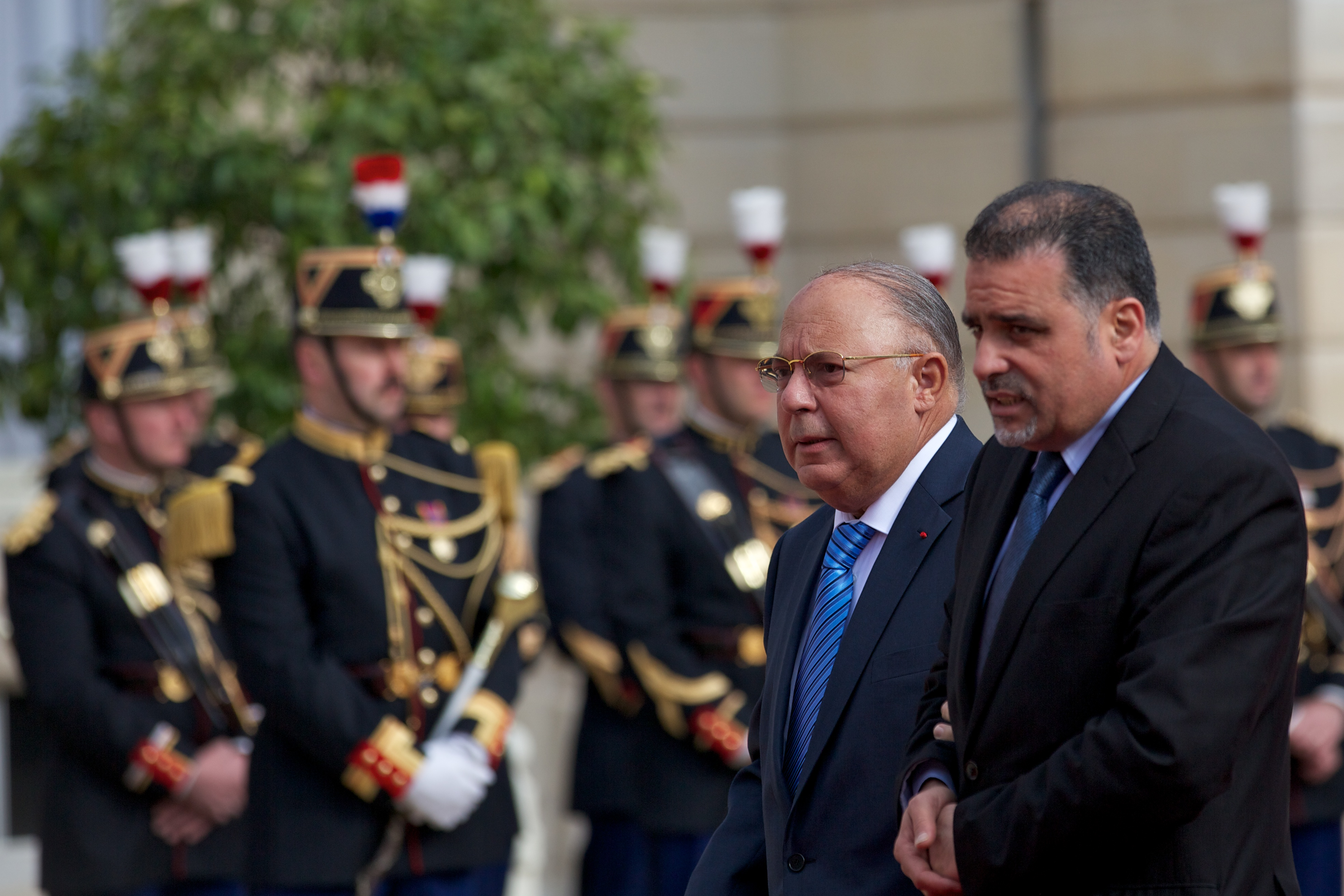
Dalil Boubakeur (középen) François Hollande beiktatásán 2012. május 16-án

Dalil Boubakeur (Philippeville, 1940. november 2. –) algériai származású francia muszlim vallási vezető, aki a párizsi nagymecset rektora, azaz vezető imámja, illetve az Iszlám Vallás Francia Tanácsának első elnöke. Számos iszlám tárgyú könyv szerzője. Eredeti foglalkozása szerint orvos és egyetemi oktató.

## Élete
Dalil Boubakeur az algériai Skikda városában született 1940-ben. Apja Si Hamza Boubakeur neves muszlim vallástudós volt, aki fiát megelőzően maga is vezette a párizsi nagymecsetet. 1957-ben, az algériai háború idején családjával települt Franciaországba, ahol orvosi diplomát szerzett, majd oktatott két Párizs-környéki egyetemen. 1992 óta vezette az ország legrégebbi mecsetét. 2003 és 2006 között a Nicolas Sarkozy hatására életre hívott iszlám tanács vezetője volt.

## Vallási vezető
Mint vallási vezető arról ismert, hogy visszafogott hangvételű, hazafias és feltétlen híve a világi államnak. Elutasít minden szélsőséget. A mérsékelteket "Dalil Boubakeur francia orvos képviseli, aki a francia muszlim egyesületek Nicolas Sarkozy által kezdeményezett csúcsszervezetét irányítja, és a „francia” iszlám programjának a szószólójaként vált ismertté. Megnyilatkozásaiban mindig a „franciaságot” hangsúlyozza, de a vallási kérdésekben a „hazai” hivatalos iszlám álláspontot követi, és miközben a muszlim tárgyalópartner szerepét tölti be Franciaországban, élesen ellenzi az iszlám minden újrafogalmazási kísérletét."
"A szélsőséges iszlám prédikátorok ellen foglalt állást Dalil Boubakeur, a Moszlim Hit Francia Tanácsának elnöke."

## Művei
- Le choc des religions (A vallások összeütközése)
- Les Défis de l'Islam (Az iszlám kihívása)
- L'Islam de France sera libéral (A Franciaországi iszlám liberális lesz)
- Le licite et l'illicite dans l'Islam (Megengedett és tiltott dolgok az iszlámban)